# Robert Skutezky
Robert Skutezky, Roberto Skutezki-Kafka (ur. 7 czerwca 1885 w Brnie, zm. po 1949) – niemiecko-austriacko-gdański menedżer ubezpieczeniowy i wenezuelski urzędnik konsularny.

## Życiorys
Urodził się jako obywatel Austro-Węgier narodowości żydowskiej. Jego rodzicami byli Viktor Skutezky (1858-1907), przedsiębiorca i Adele Kafka (1861-po 1922). 
Robert Skutezky pełnił funkcję przedstawiciela na Polskę niemieckiego Związku Izb Handlowych (Handelsvertragsverein) w Berlinie (1916) oraz Berlińskiego Towarzystwa Ubezpieczeń od Ognia (Berliner FeuerVersicherungs- Gesellschaft) (1917), dyrektora Spółki Ubezpieczeń Transportowych (Transport-Versichsrungs AG) w Warszawie (1918), konsula Wenezueli w Gdańsku (1922-1927), prowadzącego Kantor Ubezpieczeń Transportowych (GmbH Kontor für Transportversicherung) (1927) tamże oraz dyrektora Zarządu Ubezpieczeń Austriackich Krajów Federalnych (Versicherungsanstalt der österreichischen Bundesländer) w Wiedniu (1936). Następnie przebywał w Londynie (1939).